# أوتا بينغا

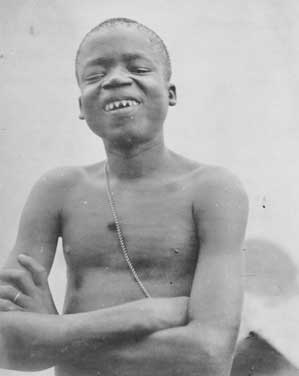
أوتا بينغا في عام 1904

أوتا بينغا هو قزم من الكونغو (حوالي عام 1883 – 1916) تم تقديمه في المعرض الأنثروبولوجي في سانت لويس (ميزوري) 1904 بوصفه أقرب حلقة انتقالية للإنسان، ولاحقا في معرض الإنسان المثير للجدل في حديقة الحيوان في برونكس عام 1906 حيث قام أحد الباحثين في مجال التطور بأسر أوتا بينغا [بحاجة لمصدر] سنة 1904 في الكونغو.

## معنى اسمه
يعني اسمه بلغته المحلية: الصديق.

## حياته قبل اعتقاله
كان أوتا بينغا شاباً مرحاً يعيش مع زوجته وطفليه في قرية صغيرة محاطة بالغابات الاستوائية على ضفاف نهر كاساي في الكونغو التي كانت مستعمرة بلجيكية في ذلك الوقت (عام 1904).
على الرغم من صعوبة حياة الأدغال البدائية، إلا أن أوتا بينغا كان شاباً (21 عاماً) مفعماً بالحيوية والإقبال على الحياة، ممارساً لدوره كزوج وأب

## اعتقال أوتا بينغا
في يومٍ مظلم، هجمت القوات الإستعمارية على قريته، وإبتدأ القتل العشوائي في أهل القرية البسطاء العـزّل، فأُبيدوا عن بكرة أبيهم! لم يبقى فيها شيء يتنفس، لكن أوتا بينغا نجى بسبب خروجه وقت الهجوم بحثاً عن الطعام، وعندما عاد هو ومَـن معه، كانت الفاجعة
شاهد أوتا بينغا زوجته وفلذتا كبده صرعى أمام عينيه وهو ليس بيده حولاً ولا قوة، واقتيد ومَن معه أسرى نحو حياةٍ من العبودية البائسة.
كان حظ أوتا بينغا الأسوأ بين أقرانه، ذلك لانه في تلك الأيام كان قد وصل إلى أفريقيا المبشر والتاجر الأمريكي Samuel Phillips Verner قادماً بمهمة قبيحة مبالغ في انسلاخها عن كل ما هو آدمي، وهي أن يأتي بأقزام أفارقة يشبهون القرود، يتم عرضهم على الناس كإثبات على صحة نظرية داروين، وكان Samuel Phillips Verner مرسل لهذه المهمة بموجب عقد تجاري بينه وبين William John McGee وهو متخصص في علم الأعراق البشرية (علم يفلسف التطور العرقي للبشر على أساس نظرية داروين).
رأى صامويل في أوتا بينغا ضالته المنشودة، فقد كان بينغا قصير القامة لا يصل طوله إلى المتر ونصف. اقترب منه وفتح فمه ليرى أسنانه، ثم سأل، بكم هذا؟ ... وبعد أخذ وجذب اشتراه مقابل حفنة من الملح ملفوفة في خرقة بالية.
أُجبر أوتا بينغا على مغادرة وطنه نحو المجهول رغماً عنه، وبضرب السياط، حتى وصل إلى مدينة سانت لويس الأمريكية.

## ظروف عيشه

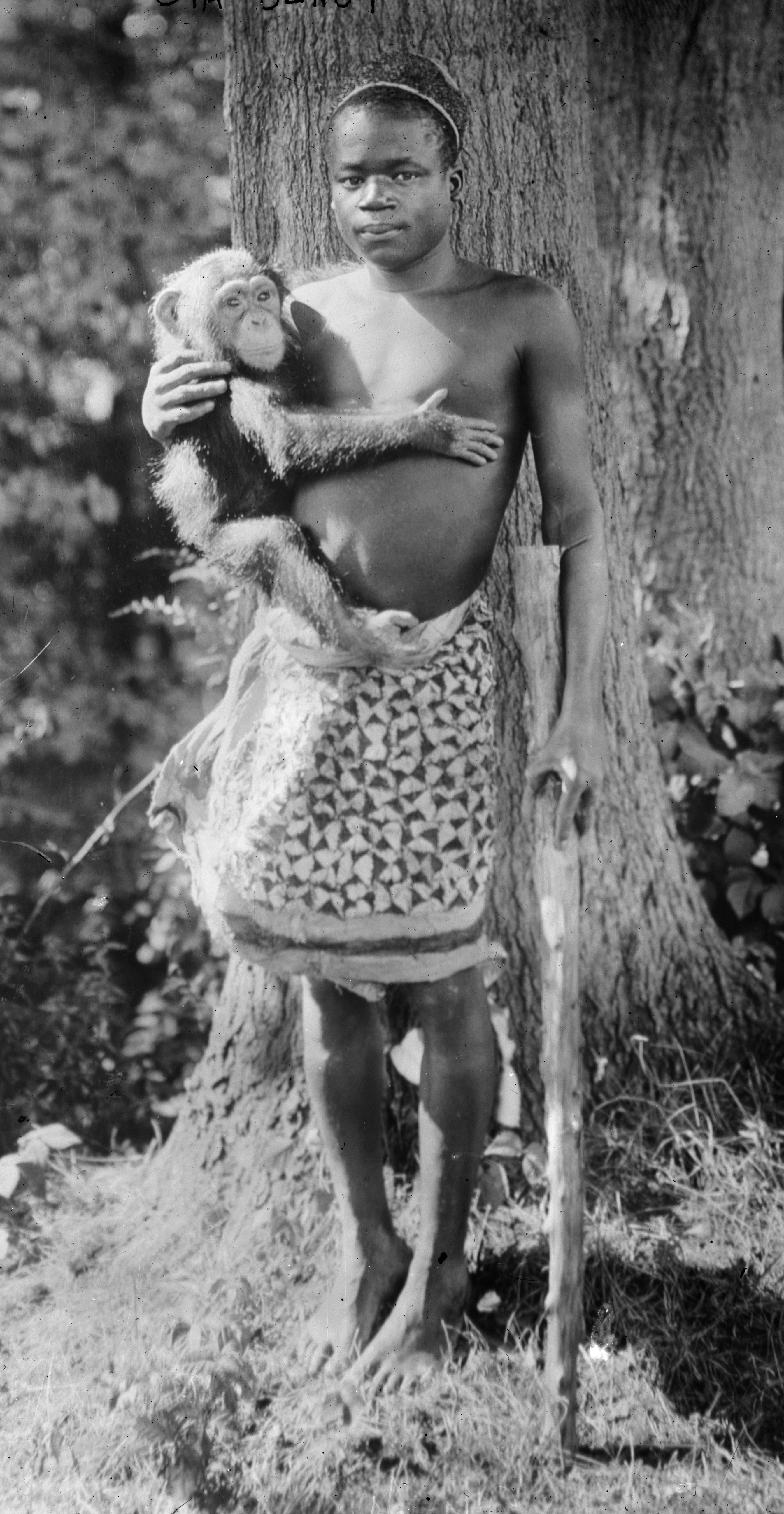
أوتا بينغا في حديقة حيوان برونْكس سنة 1906. توجد فقط خمسة صور ترويجية له في الحديقة، لأن الكاميرات كانت ممنوعة فيها.

قُيد أوتا بينغا بالسلاسل ووضع في قفص كالحيوان نُقل إلى اللمملكة المتحدة، بعد أن تم تدميـر قريتـه وقتل زوجته وولديـه وبعدها قام علماء التطور بعرضه على الجمهور في معرض سانت لويس العالمي إلى جانب أنواع أخرى من القردة، وقدموه بوصفه أقرب حلقة انتقالية للإنسان.
وبعد عامين نقلوه إلى حديقة حيوان برونْكس في نيويورك وعرضوه تحت مسمى السلف القديم للإنسان مع بضع أفراد من قردة الشمبانزي وبعض الغوريلات، وقام الدكتور التطوري ويليام هورناداي، مدير الحديقة، بإلقاء خطب طويلة عن مدى فخره بوجود هذا الشكل الانتقالي الفريد في حديقته وعامل أوتا بينغا المحبوس في القفص وكأنه حيوان عادي.

### حياته كمواطن
في نهاية عام 1906، أُطلق سراح بينغا تحت وصاية القس جيمس غوردون ووضع بينغا في ميتم هاورد للجوء السياسي للأيتام، وهو ميتم تابع لكنسية تشرف عليه.
رتب القس غوردون في كانون الثاني 1910 لنقل بينغا إلى ايبسوم قرب لندن حيث عاش مع أسرة ماكاري، رتب الأمور لتسوية اسنان بينغا وأن يلبس نفس ملابس الإنجليز، وبذلك استطاع أن يكون جزءا من المجتمع المحلي، وحسّن لغته الإنجليزية، وبدأ بالذهاب إلى المدرسة الابتدائية في ايبسوم.
وبمجرد أن شعر أن لغته الإنجليزية تحسنت بما فيه الكفاية أوقف بينغا تعليمه الرسمي وبدأ العمل في مصنع للسجائر في ايبسوم. وعلى الرغم من حجمه الصغير، أثبت أنه موظف ثمين لأنه كان يستطيع أن يتسلق الأعمدة لإحضار ورق الدخان بدون ان يستخدم السلم.
أسماه زملاءه في العمل بينغو. كان أحيانا يروي قصة حياته مقابل الساندويشات أو البيرة. وبدأ يخطط للعودة إلى أفريقيا.

## انتحاره
في عام 1914، عندما اندلعت الحرب العالمية الأولى، أصبحت العودة إلى الكونغو مستحيلة، واكتئب بينغا لأن آماله بالعودة إلى الوطن خابت. وفي 20 آذار 1916 بعمر 32 سنة، أوقد ناراً احتفالية، ونزع الغطاء الذي وضع بأسنانه وأطلق النار على نفسه بالقلب بمسدس مسروق.
ودفن في قبر غير معروف في مقبرة المدينة، قرب محسنه، غريغوري هيز.